# Yangtun
Yangtun (kinesiska: 杨屯　, 杨屯乡　) är en socken i Kina. Den ligger i provinsen Henan, i den centrala delen av landet, omkring 190 kilometer söder om provinshuvudstaden Zhengzhou.
Genomsnittlig årsnederbörd är 984 millimeter. Den regnigaste månaden är augusti, med i genomsnitt 180 mm nederbörd, och den torraste är januari, med 10 mm nederbörd.